# Маланвіль
Маланвіль — місто, округ і комуна в департаменті Аліборі на північному сході Беніну, розташоване через річку Нігер від Нігеру. Він відомий як центр прикордонної торгівлі та має великий ринок. Маланвіль також є центром вирощування рису. Комуна займає площу 3016 квадратних кілометрів і станом на 2013 рік мала населення 168 006 осіб.

## Історія
Маланвіль має надзвичайно різноманітне населення, що складається з великої мусульманської громади, великої християнської громади, франкомовної громади та громади, що розмовляє місцевими мовами, а також кількох послідовників місцевих релігій. Кухня є сумішшю африканської та європейської.

## Географія
Маланвіль розташований у північному регіоні Беніну, вздовж кордону між Беніном та Нігером, за 733 кілометри від Котону. Він з'єднаний з містом Ґайя мостом через річку Нігер. Місто розташоване приблизно за 35 км вниз по річці Нігер від Карімами, з яким воно опосередковано пов'язане дорогою. Місцевість і клімат схожі на пустелю, посушливі, сонячні, з невеликою кількістю води.
На півночі Маланвіль межує з Нігером, на півдні — з Канді та Сегбаною, на заході — з Карімамою та на сході — з Нігерією.

## Адміністративний поділ
Маланвіль поділяється на п'ять округів; Маланвіль, Гару, Гене, Мадекалі та Томбуту. Вони охоплюють 20 сіл та 12 міських округів.

## Економіка
Населення Маланвіля займається переважно сільським господарством, а також торгівлею, транспортом і ремеслами. Основними культурами, що вирощуються, є рис, цибуля, земляні боби і помідори. Туристичний сектор зростає, оскільки спільний кордон з Нігером дозволяє відвідувачам побачити Національний парк W, заповідник зі слонами, жирафами тощо. Завдяки зростанню туризму починають розвиватися такі послуги, як готелі та ресторани.

## Культура і освіта
У Маланвілі є середня школа і три початкові/середні школи, але немає жодного культурного центру чи публічної бібліотеки.